# Кончаловський Петро Петрович

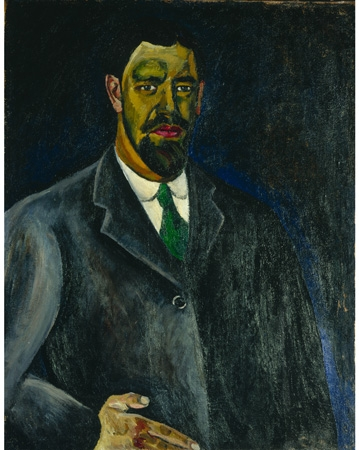
Автопортрет, 1910

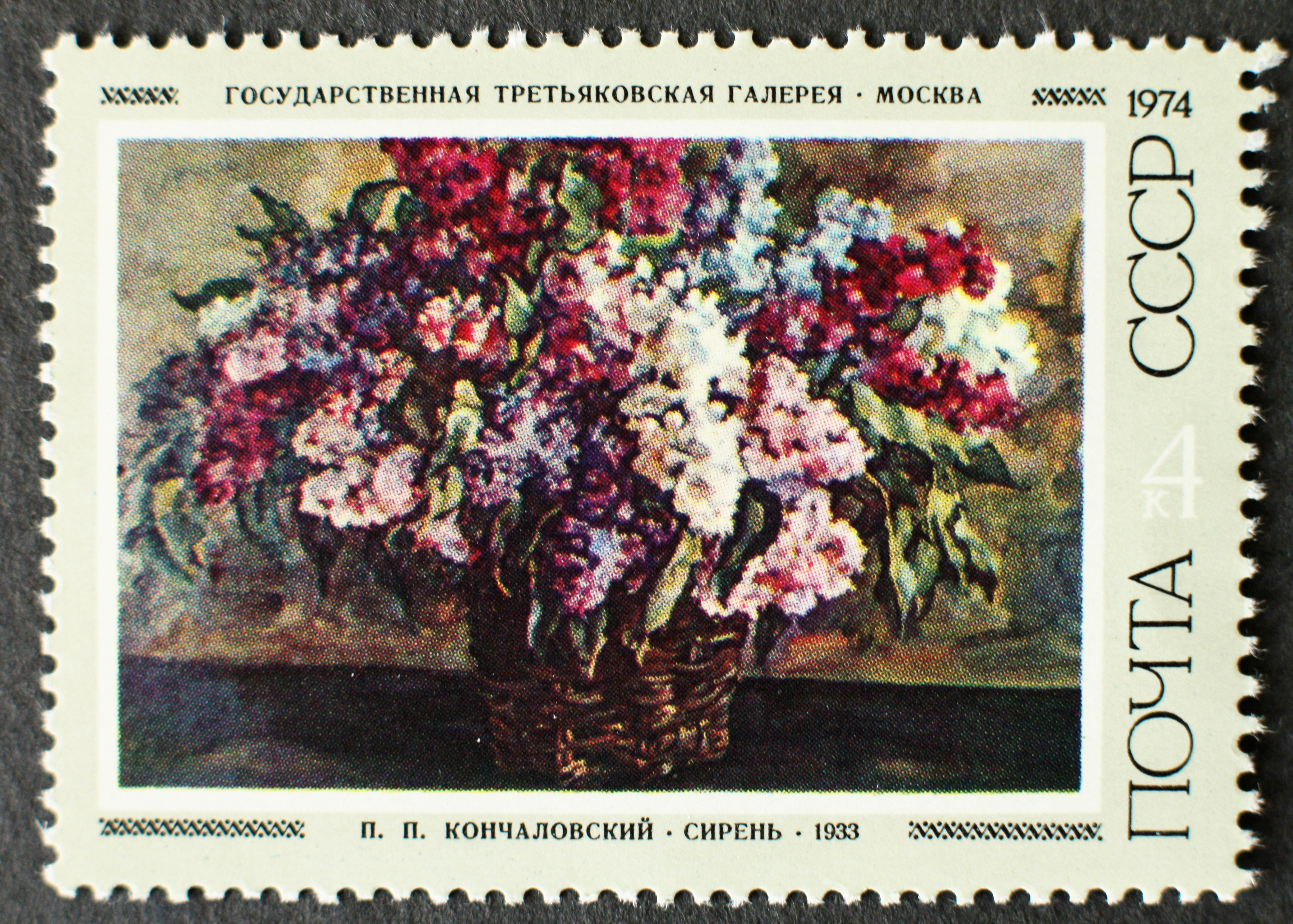
П. Кончаловський.
«Бузок» (1933).

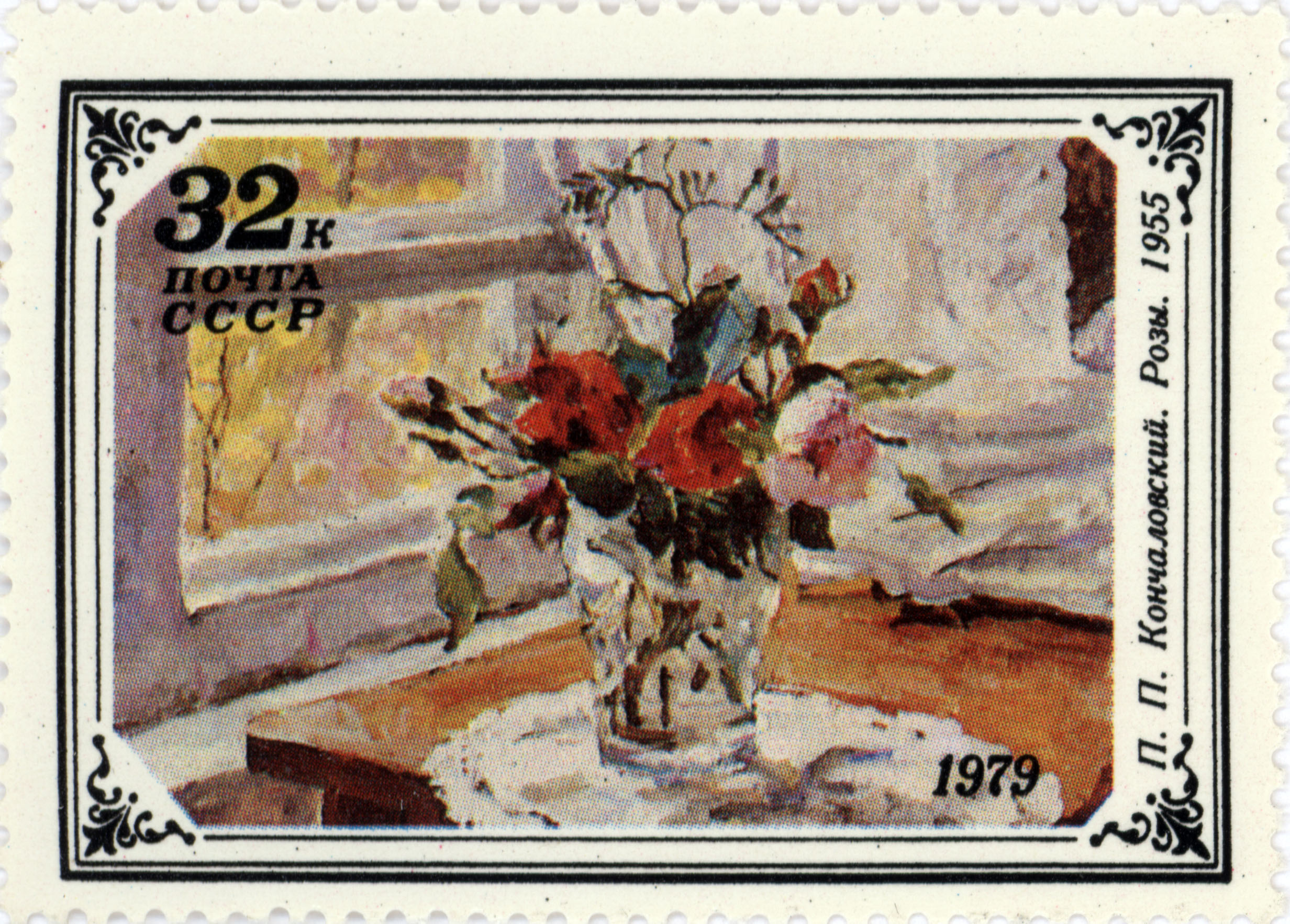
П. Кончаловський.
«Троянди» (1955).

Кончаловський Петро Петрович (9 (21) лютого 1876, Слов'янськ, Старобільського повіту[уточнити] Харківської губернії — нині Донецька область — 2 лютого, Москва) — український та російський художник.

## Біографія
Народився в сім'ї літератора, перекладача, видавця Петра Петровича Кончаловського старшого (1839—1904) та дочки харківського поміщика Вікторії Тимофіївни Лойко (1841—1912). Мали книгарню в Харкові. Крім Петра, в сім'ї було 6 дітей: Антоніна, Олена (1872—1935) — у шлюбі Ясиновська, Максим (1875—1942) — відомий лікар-терапевт, Дмитро (1878—1952) — історик, публіцист, письменник, перекладач, Вікторія (1883—1958) — філолог, та наймолодша Льоля.
До п'ятирічного віку жив там у маєтку батьків Сватівка. Малювати почав у першому класі Харківської 3-ї гімназії. У 1888 році навчався в рисувальній школі М. Д. Раєвської-Іванової.
У 1889 р. П. П. Кончаловський вступив до Московської 1-ї гімназії, відвідував вечірній клас Строганівського училища. Пізніше два зимових сезони навчався в приватній академії Р. Жуліана в Парижі. Пізніше повернувся до Росії, вступив до Академії мистецтв, де наставниками П. Кончаловського були П. Ковалевський, В. Савінський, І. Творожников, Г. Залеман. Важливим для формування таланту та світогляду художника-початківця стало спілкування з найталановитішими митцями того часу. М. Врубель, В. Суриков, К. Коровін, В. Сєров, Б. Пастернак, К. Бальмонт. Вони відвідували родину Петра Петровича Кончаловського-старшого — відомого видавця.
Перший етюдник з повним набором фарб П. Кончаловському подарував К. Коровін.
З 1909 року для П. Кончаловського починаються регулярні презентації на виставках творчих угруповань
«Золотое руно», «Союз молодежи», «Мир искусства», «Бытие» та інших. Бере участь він у виставках і за кордоном. Художник отримує запрошення на Міжнародну виставку в Амстердамі.
П. Кончаловський багато подорожує Європою, відвідує Італію, Францію, Іспанію, Англію, Німеччину. Виїжджає до Сибіру, Кавказу, Криму.
Товаришував з обнінською агрономкою Стефанією Кудрявцевою, якій подарував саджанці бузку, зображеного на картині «Бузок» 1933 року. Кудрявцева розмножила та розсадила їх по всьому Обнінську.

## Творчий доробок
Творчий доробок П. Кончаловського становить понад 5 тисяч робіт. Головні жанри в яких працював художник: портрет, пейзаж, натюрморт. Особливі здобутки П. Кончаловського в жанрі натюрморту.
«Я пишу квіти так, як музикант грає гами», — говорив про свої натюрморти художник.

## Вшанування пам'яті
На честь художника названо одну з вулиць Слов'янська.